# California State Route 3
Die California State Route 3 (kurz CA 3) ist eine etwa 235 km lange State Route im Norden des US-Bundesstaates Kalifornien, die in Nord-Süd-Richtung verläuft.

## Verlauf

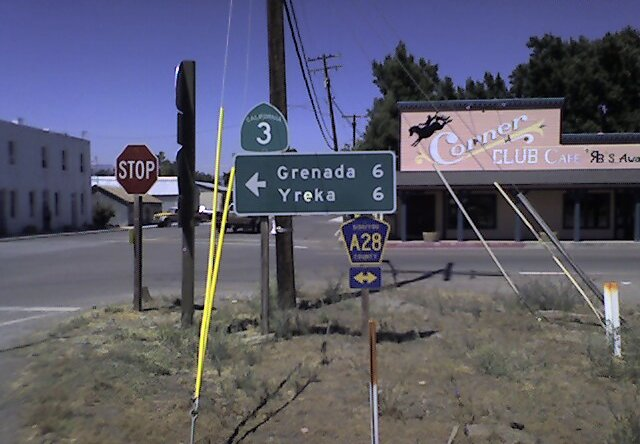
Kreuzung in Montague

Die CA 3 beginnt im Trinity County bei dem Ort Peanut an der California State Route 36. Von hier verläuft sie erst nach Norden, dann nach Nordosten, kreuzt die California State Route 299 und führt unter anderem am Trinity Lake vorbei. Die Straße folgt dem Trinity River und später dem Scott River weiter in nördliche Richtung, bis sie nach Nordosten abbiegt und die Interstate 5 bei Yreka kreuzt. Von dort führt die California State Route 3 noch etwa 8 km nach Osten und endet in Montague im Siskiyou County.